# Christian Duraincie
André Christian Duraincie, né le 26 octobre 1949 à Paris (XIIe arrondissement), est un dirigeant d'entreprise français, président du Stade lavallois de 2014 à 2017.

## Biographie
Il est le fils de l'agent de joueur Julius Ukrainczyk. Tout d'abord consultant auprès de l'Association sportive de Saint-Étienne de 1976 à 1983. Il participe à la création en 1981 de l'équipe de soccer du Manic de Montréal.
Il est le fondateur de l'Organisation Sportive Julius Ukrainczyk en janvier 1978, qu'il dirige pendant 20 ans. Ami de Robert Herbin, il lui propose d'aller entrainer en Arabie saoudite.
Dans les années 1980 il fut l'agent d'Abedi Pelé, mais il est alors surtout connu pour être l’un des plus grands organisateurs de matchs dans le monde.
Il rejoint ensuite le groupe de Jean-Claude Darmon de 1997 à 1999, avant de rejoindre le Red Star, où il est vice-président de 1985 à 2000, puis président de 2003 à 2005. Il devient ensuite Directeur général du FC Lorient de 2005 à 2007.
De 2007 à 2009, il voyage en Afrique pour aider les dirigeants des fédérations et de clubs pour régler des dossiers concernant les transferts internationaux. Il est directeur financier de 2009 à 2010 de l'US Créteil-Lusitanos, puis conseiller de 2011 à 2012 auprès de la Fédération burkinabè de football, et directeur général du Pau FC à partir de 2010. Il rejoint le Stade lavallois comme directeur général en 2013, puis comme président salarié en 2014.
Il est propriétaire de chevaux.
En 2017, il entre à la FFF et devient chef de délégation, d'abord pour la sélection des U19 féminines, puis pour les U19 et U18 masculins.